# Zygaenosia meeki
Zygaenosia meeki är en fjärilsart som beskrevs av Rothschild och Jordan 1901. Zygaenosia meeki ingår i släktet Zygaenosia och familjen björnspinnare. Inga underarter finns listade i Catalogue of Life.